# Nowe Polesie (osada leśna)
Nowe Polesie – osada leśna w Polsce położona w województwie mazowieckim, w powiecie nowodworskim, w gminie Leoncin.